# Miglio orario
     Chilometro orario (km/h)
     Miglio orario (mph)
     Entrambi
     Nessuno

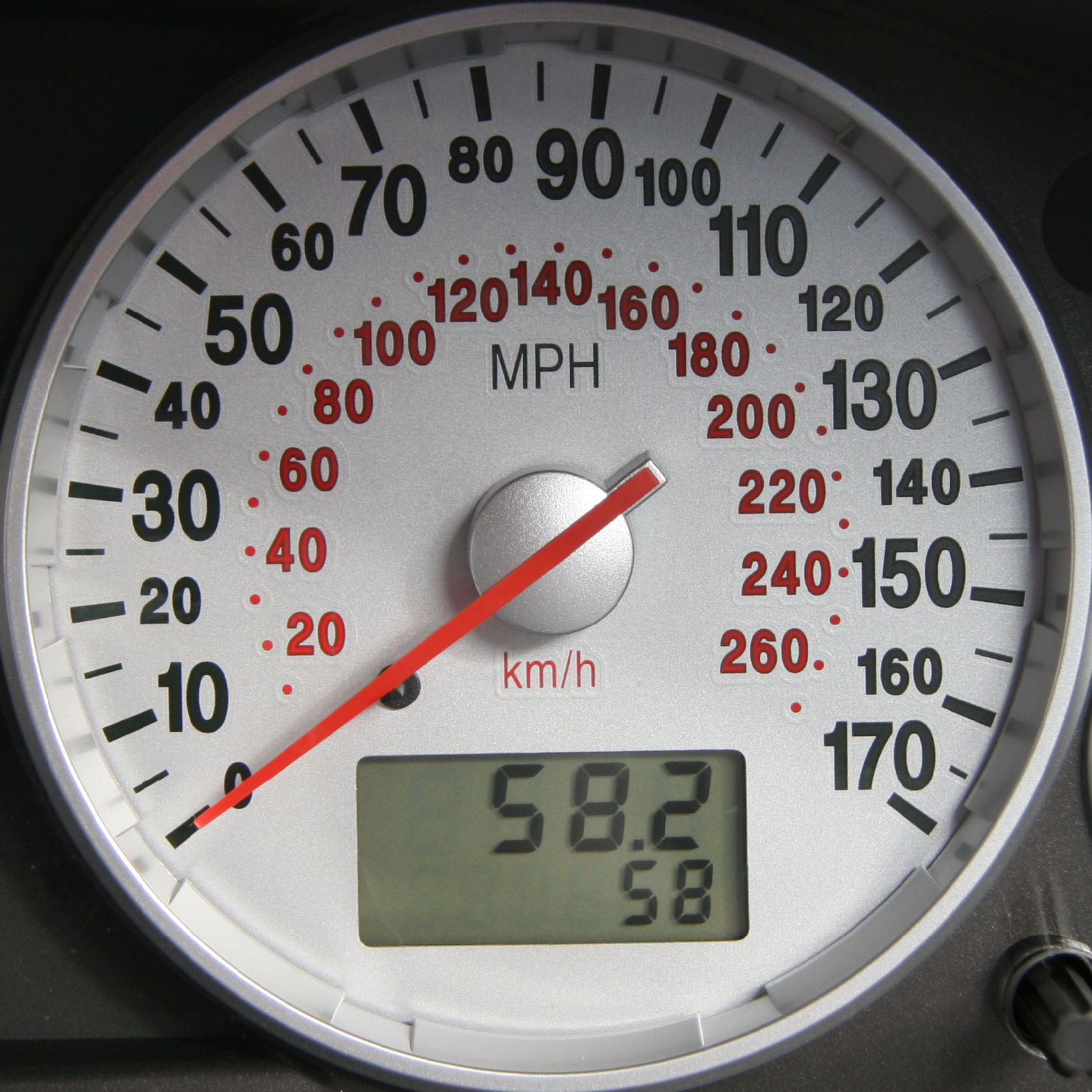
Tachimetro di una Ford Mondeo MK3, con la scala esterna indicante la velocità in miglia orarie e quella interna in chilometri orari.

Unità di misura dei limiti di velocità sui segnali stradali in tutto il mondo:
Chilometro orario (km/h)
Miglio orario (mph)
Entrambi
Nessuno

Il miglio orario (in inglese mile per hour, abbr. in mph, MPH o mi/h) è un'unità di velocità del sistema imperiale britannico e di quello consuetudinario statunitense.
Equivale a un miglio terrestre all'ora, ovvero 1 609,344 metri all'ora oppure 1,609344 chilometri all'ora, e non è riconosciuto dal sistema internazionale.

## Diffusione
Benché il sistema internazionale, e quindi la velocità espressa in chilometri all'ora, sia ufficiale in tutti i Paesi del mondo tranne gli Stati Uniti, la Liberia e la Birmania, esistono ancora Paesi in cui in via ufficiale o consuetudinaria la notazione in miglia all'ora continui ad affiancarsi a quella in chilometri orari.
- Regno Unito,[2] e i territori dipendenti;
- gli USA[3] e i territori dipendenti;
- le Bahamas,[4]
- il Belize,[5]
- Dominica,[6]
- Grenada,[7]
- la Birmania,[8]
- Samoa,[9]
- Santa Lucia,[10]
- Saint Vincent e Grenadine,[11]
- Saint Kitts e Nevis,[12]
- Antigua e Barbuda (sebbene i km siano usati per le distanze).[13]

Le miglia orarie sono anche usate nel sistema ferroviario canadese.
Le velocità del traffico stradale negli altri Paesi sono espresse in chilometri orari.
Occasionalmente, tuttavia, entrambi i sistemi vengono considerati validi: in Irlanda, per esempio, nel 2007 una corte, nell'esaminare un caso di eccesso di velocità, tenne conto di entrambi i valori espressi dal tachimetro e ritenne di ridurre la sanzione amministrativa al conducente perché giudicò verosimile che la velocità letta in miglia, 110 (equivalente a circa 180 chilometri all'ora) non fosse stata ritenuta dal conducente considerevolmente più alta del limite di velocità fissato a 100 chilometri all'ora.

## Conversioni tra unità
| Tavola dei fattori di conversione |                                          |  |                  |                                        |                                         |       |                  |  |                 |                 |  |        |              |
| 1 mph                             | = 0,44704 m/s                            |  | 1 km/h           | = {\displaystyle {\tfrac {5}{18}}} m/s |                                         | 1 m/s | ≈ 2,236 936 mph  |  | 1 kn            | ≈ 0,514 444 m/s |  | 1 ft/s | = 0,3048 m/s |
| 1 mph                             | = 1,609344 km/h                          |  | ≈ 0,621 371 mph  |                                        | = {\displaystyle {\tfrac {18}{5}}} km/h |       | = 1,852 km/h     |  | = 1,09728 km/h  |                 |  |        |              |
| 1 mph                             | = {\displaystyle {\tfrac {22}{15}}} ft/s |  | ≈ 0,911 344 ft/s |                                        | ≈ 3,280 840 ft/s                        |       | ≈ 1,687 810 ft/s |  | ≈ 0,681 818 mph |                 |  |        |              |
| 1 mph                             | ≈ 0,868976 kn                            |  | ≈ 0,539 957 kn   |                                        | ≈ 1,943 844 kn                          |       | ≈ 1,150 779 mph  |  | ≈ 0,592 484 kn  |                 |  |        |              |
|                                   |                                          |  |                  |                                        |                                         |       |                  |  |                 |                 |  |        |              |

Per convertire da mph a m/s (in difetto di ~6 ‰) si moltiplica il valore in mph per 4⁄9; per l'operazione inversa, invece, si moltiplica il valore in m/s per 9⁄4 (in eccesso di ~6 ‰).
Per convertire altresì da mph a km/h (in difetto di ~6 ‰) si moltiplica il valore in mph per 8⁄5, per l'operazione inversa si moltiplica il valore in km/h per 5⁄8 (in eccesso di ~6 ‰).

## Simbolo usato sui tachimetri statunitensi
Nel 1988 l'Agenzia nazionale per la sicurezza stradale statunitense (NHTSA) ha stabilito una norma che impone che i simboli "MPH e/o km/h" devono essere usati sugli schermi dei tachimetri. Il 15 maggio 2000 si è chiarito che si intende che va indicato "MPH, o MPH e km/h".
Comunque per lo Standard federale sulla sicurezza degli autoveicoli n. 101 ("Controls and Displays") è permessa qualsiasi combinazione di lettere maiuscole e minuscole per rappresentare le miglia orarie.

## Ordini di grandezza
6,16×10−3 mph (9,91×10−3 km/h) — La lumaca più veloce al mondo nella competizione di Congham del 1995, Regno Unito.
3,18 mph (5,12 km/h) — Velocità preferita di camminata di un pedone.
13,1 mph (21,1 km/h) — Velocità media mantenuta da Dennis Kimetto, detentore del record mondiale di maratona.
27,6 mph (44,4 km/h) — La velocità massima raggiunta da Usain Bolt, record mondiale nei 100 metri piani durante i campionati mondiali di atletica leggera di Berlino 2009.
83,13 mph (133,78 km/h) — Record di velocità di un veicolo terrestre a propulsione umana.
204 mph (328 km/h) — La palla (pallina da golf) più veloce mai registrata in uno sport.
771 mph (1 241 km/h) — La velocità massima raggiunta dalla ThrustSSC, un'auto con motore a reazione detentrice del record di velocità terrestre nel 1997.
24 791 mph (39 897 km/h) — La più alta velocità raggiunta da un veicolo guidato dall'uomo, l'Apollo 10.
36 000 mph (58 000 km/h) — Il proiettile più veloce mai misurato.
66 616 mph (107 208 km/h) — La velocità media di rotazione della Terra attorno al Sole
157 078 mph (252 793 km/h) — Record di velocità stabilito dalla sonda Helios II, fino al 2018 l'oggetto più veloce costruito dall'uomo.